# Евдокия Декаполитиса
Евдокия Декаполитиса е византийска императрица, съпруга на византийския император Михаил III, последен представител на Фригийската династия.

## Брак с Михаил III
Михаил III се възкачва на византийския престол едва 2-годишен. От негово име започва да управлява регентство, начело с майка му Теодора II и Теоктист. През 855 г. Михаил II, който вече е на петнадесет години, започва връзка с първата си любовница, Евдокия Ингерина. Императрица Теодора обаче не одобрява тази връзка и решава да избере друго момиче за съпруга на сина си. За целта тя събира в двореца неомъжени знатни девойки, които са представени пред императора. Сред кандидатките за брачното ложе е и Евдокия Декаполитиса. Неиният произход обаче не е известен.
Изборът на бъдеща съпруга на Михаил III е направен от самата Теодора, докато на императора това право му е отнето. Процедурата се превръща в традиция за византийския императорски двор, тъй като самата Теодора е избрана от свекърва си Ефросина за жена на император Теофил.
Изборът на императрицата-регент се спира върху Евдокия Декаполитиса.

## Византийска императрица
Михаил III не е впечатлен от Евдокия, игнорира я напълно и продължава връзката си с Ингерина.
През ноември 855 между императора и регентството се поражда конфликт, който завършва с отстраняването на Теоктист и Теодора от регентството. През ранната 856 г. Михаил III затваря и по-голямата си сестра в манастир. На 15 март 856 Теодора е лишена и от титлата Августа, но ѝ е позволено да остане в двореца до 857, когато е уличена в конспирация срещу сина си и е заточена в манастира на дъщеря си. По време на тези събития положението на Евдокия Декаполитиса е несигурно, но тя остава законна съпруга и императрица на Михаил III до неговото убийство му на 23 септември 867 г. Императрица Евдокия обаче е пощадена от заговорниците и е върната на родителите си. Историческите документи не съдържат повече сведения за по-нататъшната съдба на Евдокия Декаполитиса.